# Best Player
Best Player è un film uscito il 12 marzo 2011 con protagonista Jerry Trainor che interpreta Quincy "Q" Johnson e Jennette McCurdy che interpreta Christina "Prodigy" Saunders, le due star provenienti dallo show di Nickelodeon iCarly. Le riprese sono iniziate il 24 ottobre 2009 a Vancouver, Columbia Britannica, mentre la produzione è cominciata il 18 novembre 2009.

## Trama
Quincy Johnson è un giocatore di videogiochi adulto disoccupato che vive ancora con i suoi genitori. Quincy gioca ai videogiochi sotto il nome utente di "Q", ed è rinomato nella comunità di gioco per i suoi numerosi premi e record mondiali. Con grande disappunto di Quincy, i suoi genitori decidono di vendere la loro casa, il che significa che Quincy avrà bisogno di trovare un nuovo luogo di residenza. Quincy decide di provare a comprare la casa per $ 175,000, premio in denaro di un torneo per un nuovo videogioco chiamato Black Hole.
Durante la pratica per il torneo, Quincy trova una giocatrice chiamata Chris "Prodigy", che non può sconfiggere perché è molto forte. 
Quincy concede un appuntamento con Tracy, la madre di Chris, per scoprire qualcosa in più su di lei e Chris. Tracy confessa a Quincy, che se Chris ottiene ancora un'altra insufficienza, non potrà giocare con i videogiochi. 
Il giorno dopo, Wendell (amico e fan di Quincy) riesce a piazzare Quincy come insegnante di economia domestica alla scuola di Chris. Da questa posizione, Quincy sabota prima il progetto di scienze di Chris per farle ottenere un'insufficienza; poi incrocia un incontro di ballo tra Chris e il suo compagno Ash per farla desistere a partecipare al torneo. I tentativi non hanno però gli effetti sperati, se non quello di indurre Tracy a lasciare Quincy.
Il giorno dopo inizia il torneo, Quincy, Wendell e Chris vincono nei rispettivi primi turni. Sheldon (col nome di "Shell-Crush") appare, dopo essere stato dimesso dall'ospedale. Quincy ammette di amare Tracy ed esprime i suoi sentimenti per lei. Per il turno finale, Wendell chiede a Quincy di collaborare con lui e distruggere Chris per vincere il premio e dividerlo a metà. Quincy non risponde, e salta su Prodigy; tutti pensano che Quincy voglia distruggere Prodigy ma in realtà la sta aiutando a distruggere Wendell. Per farlo, Quincy fa esplodere il suo avatar distruggendo anche quello di Wendell. Sembra che Chris sia la vincitrice, ma il gioco non è finito. Sheldon, non era stato sconfitto, si alza e sconfigge Chris vincendo il torneo.
Ash appare tra la folla con sorpresa di Chris. Lui si congratula con lei anche se non ha vinto e dice che intende trascorrere la serata con lei comunque, e che c'è ancora tempo per andare al ballo. Quincy si scusa e si riconcilia con Tracy e le chiede di andare al ballo.

## Curiosità
- Nel film si possono ascoltare le canzoni "City is Ours", "Big Night" e "Superstar" dei Big Time Rush.
- Nel film si fa riferimento a vari giochi, come The House of the Dead 3.
- Karissa Tynes e Jean-Luc Bilodeau parteciparono a un altro film: 16 desideri.
- In una scena si può vedere Quincy giocare a Crash of the Titans.